# Бульвален
Бульвале́н — ненасыщенный трициклический каркасный углеводород с молекулярной формулой С10H10, содержащий в своей структуре три двойные связи, один трёхчленный и три семичленных цикла.

## История названия
Считается, что необычное название бульвалена, предложенное Уильямом фон Эггерсом Дёрингом, который предсазал возможность существования структуры, свойства и позднее разработал один из методов получения этого углеводорода, происходит от прозвища «Бык» (англ. Bull) его преподавателя, проявлявшего беспощадность к своим ленивым студентам.

## Методы синтеза
Для получения применяют реакцию димеризации циклооктатетраена, после чего продукт подвергают фотолизу с отщеплением бензола и образованием целевого продукта — бульвалена:
В 1966 году Уильям фон Эггерс Дёринг и Жоэль Розенталь синтезировали бульвален в результате фотохимической перегруппировки цис-9,10-дигидронафталина.

## Стереодинамика
Молекула бульвалена представляет собой 1,2,3-тривинилциклопропан, винильные заместители которого соединены с одним метиновым фрагментом. Такая структура делает возможным непрерывное протекание внутри неё перегруппировки Коупа, что ведёт к полной идентичности атомов углерода и водорода в молекуле бульвалена, то есть любые два атома углерода этой структуры в какой-то момент времени оказываются связанными друг с другом, что означает образование 10!/3 или 1 209 600 валентных таутомеров.
Это подтверждается спектрами ЯМР 1H и 13С, в которых бульвален имеет при 120°С по одному синглетному сигналу. При понижении температуры скорость перегруппировки снижается: при 15 °C сигналы становятся уширенными синглетами, а при ―60 °C спектры имеют по четыре сигнала (с соотношением интенсивностей в спектре ЯМР 1H 3:3:1:3), отвечающие четырём различным протонам и четырём различным атомам углерода.